# Гамбург-Гаймфельд
Гаймфельд (нім. Heimfeld) — частина району Гарбург вільного та ганзейського міста Гамбург. Місцевість межує з іншими частинами району: Гаусбрух, Моорбург, Гарбург та Айсендорф. На південному заході межує з Нижньою Саксонією.

## Історія
У 1888 році Гаймфельд став частиною міста Гарбург, яке, у свою чергу, було включено до Гамбурга в 1937 році після прийняття «Закону Великого Гамбурга» (нім. Groß-Hamburg-Gesetz).